# Delano Hill
Delano Hill (* 25. April 1975 in Rotterdam) ist ein ehemaliger niederländischer Fußballspieler. Er besitzt außerdem die surinamische Staatsbürgerschaft.

## Karriere
Seine Karriere begann der 1,91 m große linke Verteidiger bei Neptunus Rotterdam und PSV Eindhoven. Er wechselte 1995 zu FC Den Bosch, für den er nur ein Jahr spielte und dann zu RKC Waalwijk wechselte. Über Willem II Tilburg kam er im Sommer 2001 zu Hansa Rostock und spielte dort in der Bundesliga. Hansa überwies für ihn zwei Millionen DM (rund 1,02 Millionen Euro) an Willem II Tilburg. In seiner ersten Saison spielte Hill 21-mal in der Bundesliga, in der Hinrunde der Folgesaison nur noch viermal. Sein Coach Armin Veh bemängelte, dass er sich im Training nicht aufdrängte. Nachdem sich jedoch Jochen Kientz verletzt und Michal Kovář nicht mehr überzeugt hatte, erkämpfte er sich einen Stammplatz in Hansas Abwehr. In den nächsten anderthalb Spielzeiten fehlte Hill nur noch zwei Partien. In insgesamt vier Saisons für die Mecklenburger kam er auf 96 Bundesligaspiele und erzielte dabei drei Tore. Nach dem Abstieg mit Rostock in der Saison 2004/05 verließ er den Verein trotz laufenden Vertrages und ging für 400.000 Euro Ablöse in die österreichische Bundesliga zum FK Austria Wien. Mit Austria Wien gewann er 2006 die österreichische Meisterschaft sowie den Pokal, wurde jedoch nur sporadisch eingesetzt.
Im Januar 2007 kehrte Hill zu Willem II Tilburg zurück, ehe er nach anderthalb Jahren und 35 Spielen im Sommer 2008 nach Katar zu Al-Wakrah SC wechselte. Dort spielte er bis zum Jahr 2009. Er wechselte zum niederländischen Amateurklub VV Haaglandia, bei dem er kurz darauf seine Laufbahn beendete.

## Erfolge
- Österreichischer Meister: 2006
- Österreichischer Cupsieger: 2006